# Milton (Massachusetts)
Milton – miasto w Hrabstwie Norfolk w stanie Massachusetts. Milton to miejsce narodzin prezydenta USA George’a Busha.